# Plaże w Warszawie

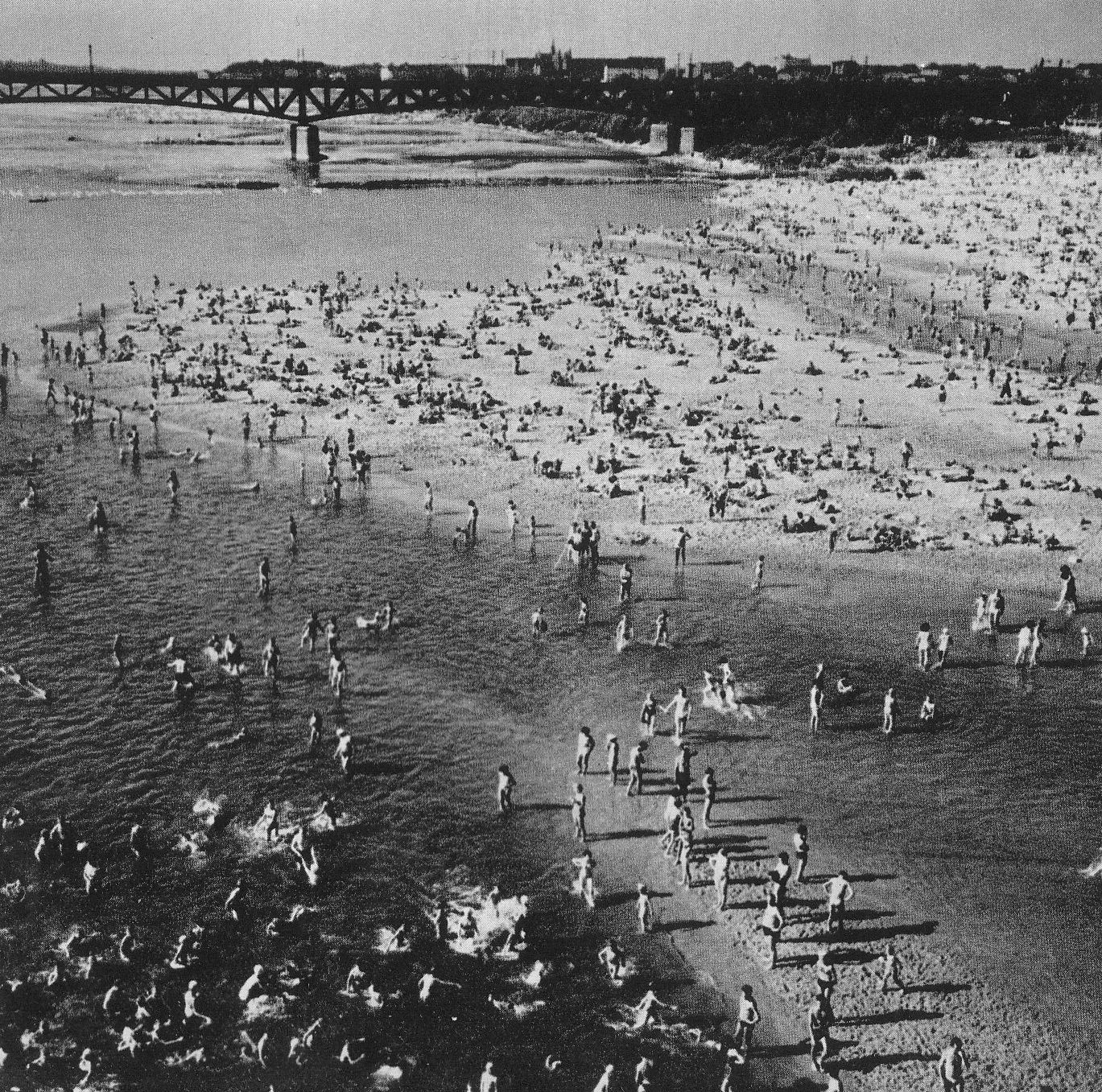
Plaża na Wiśle w latach 60., widoczny most średnicowy

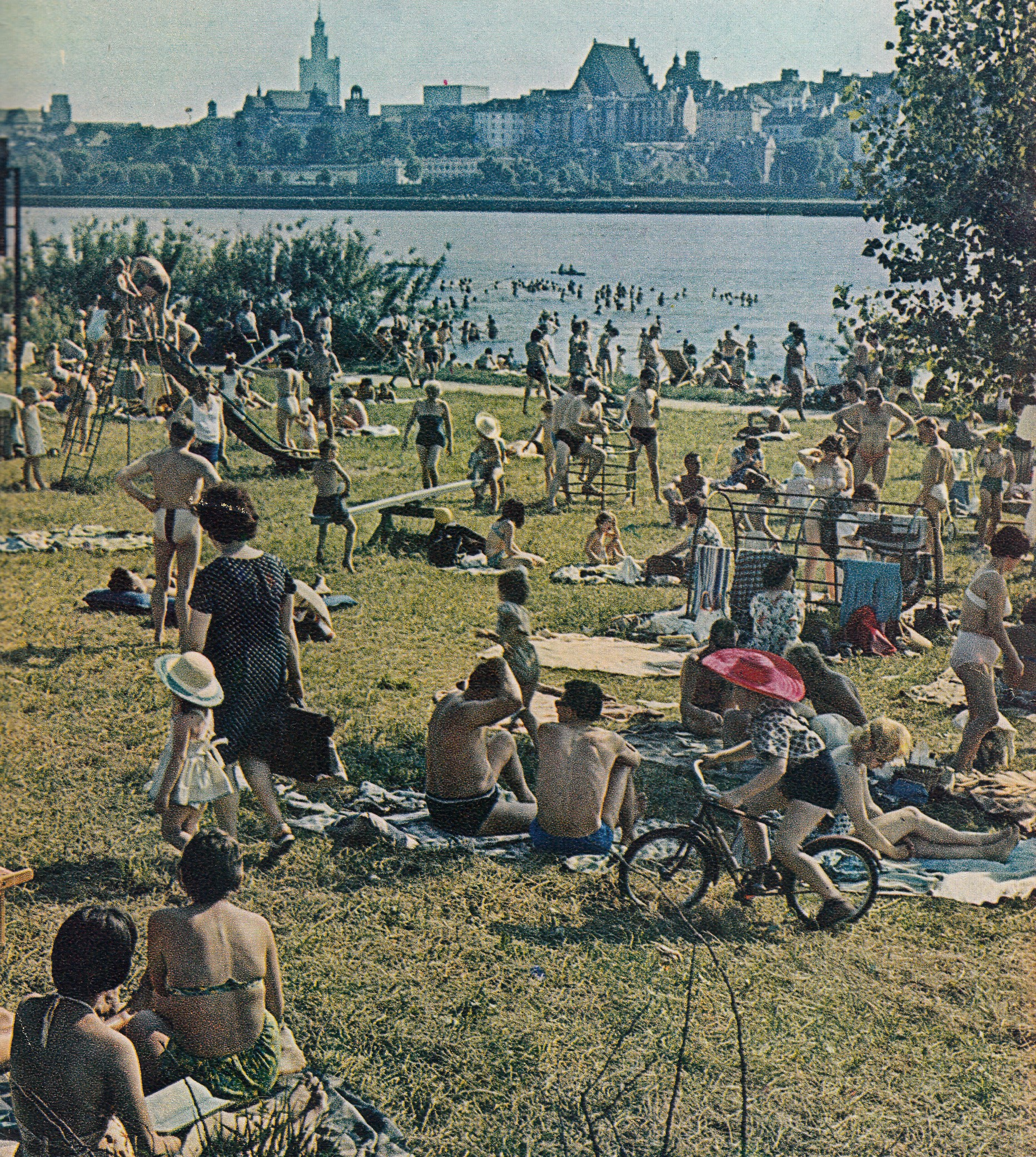
Plaża „Rusałka” w latach 60.

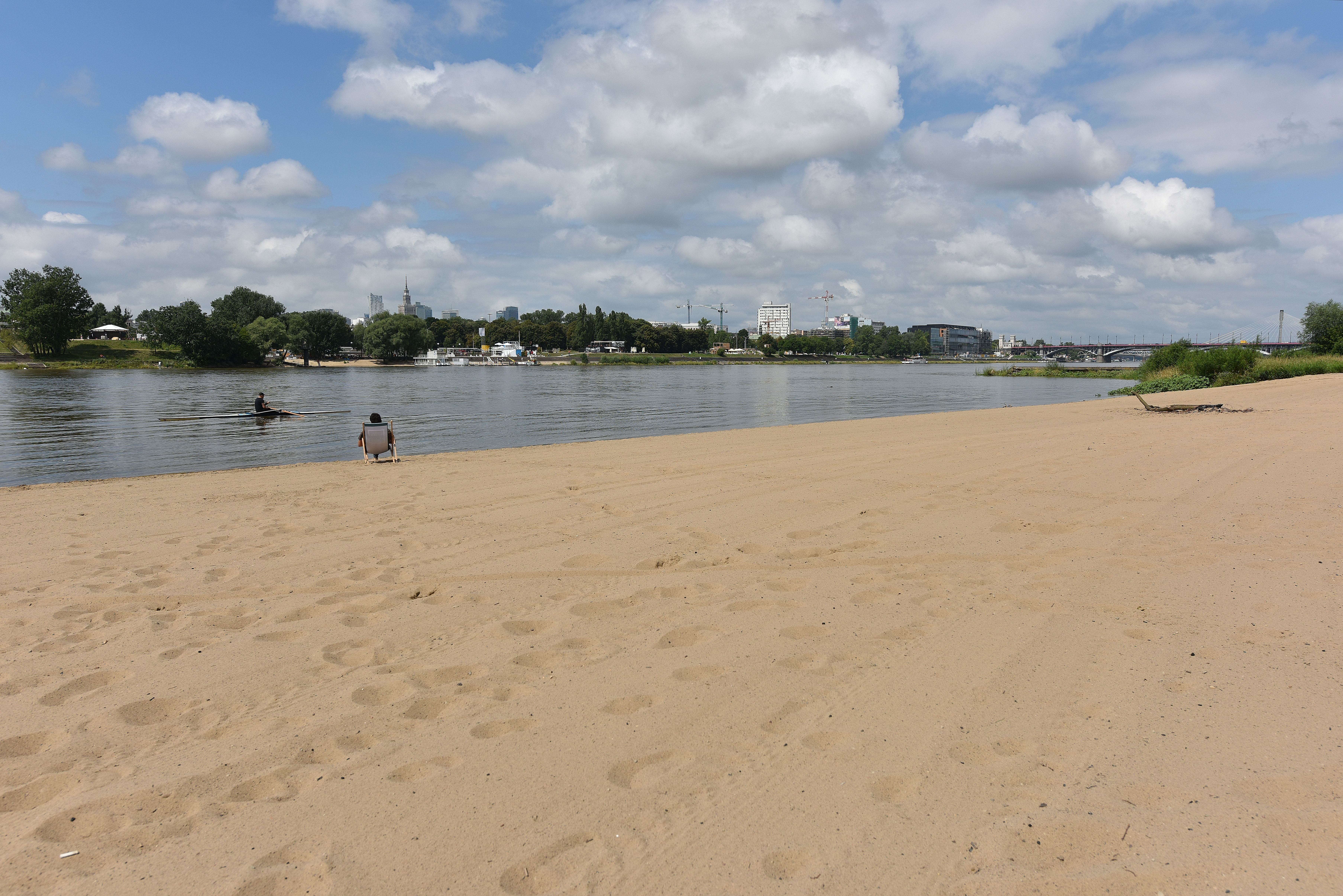
Plaża Saska

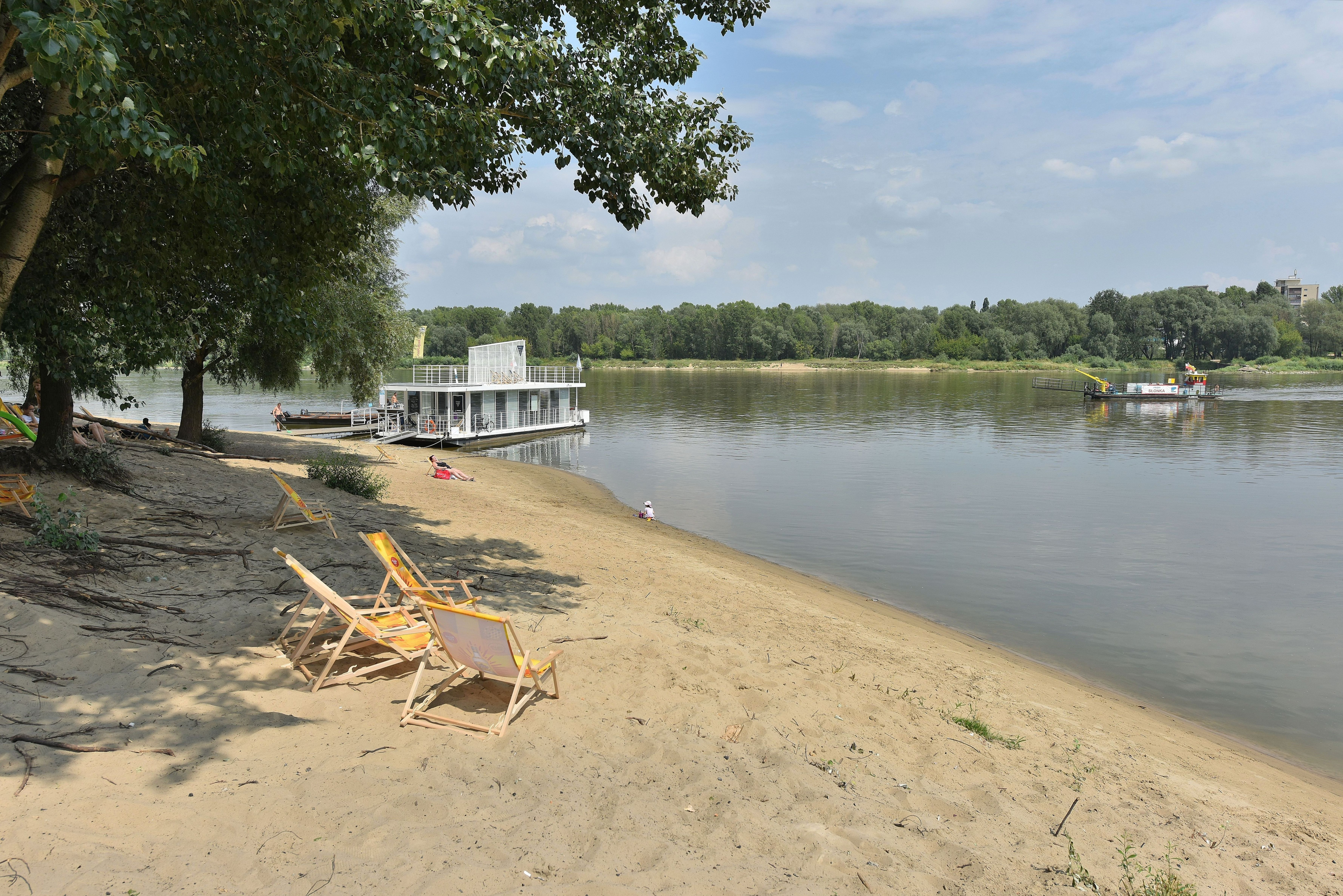
Plaża przy płycie Desantu

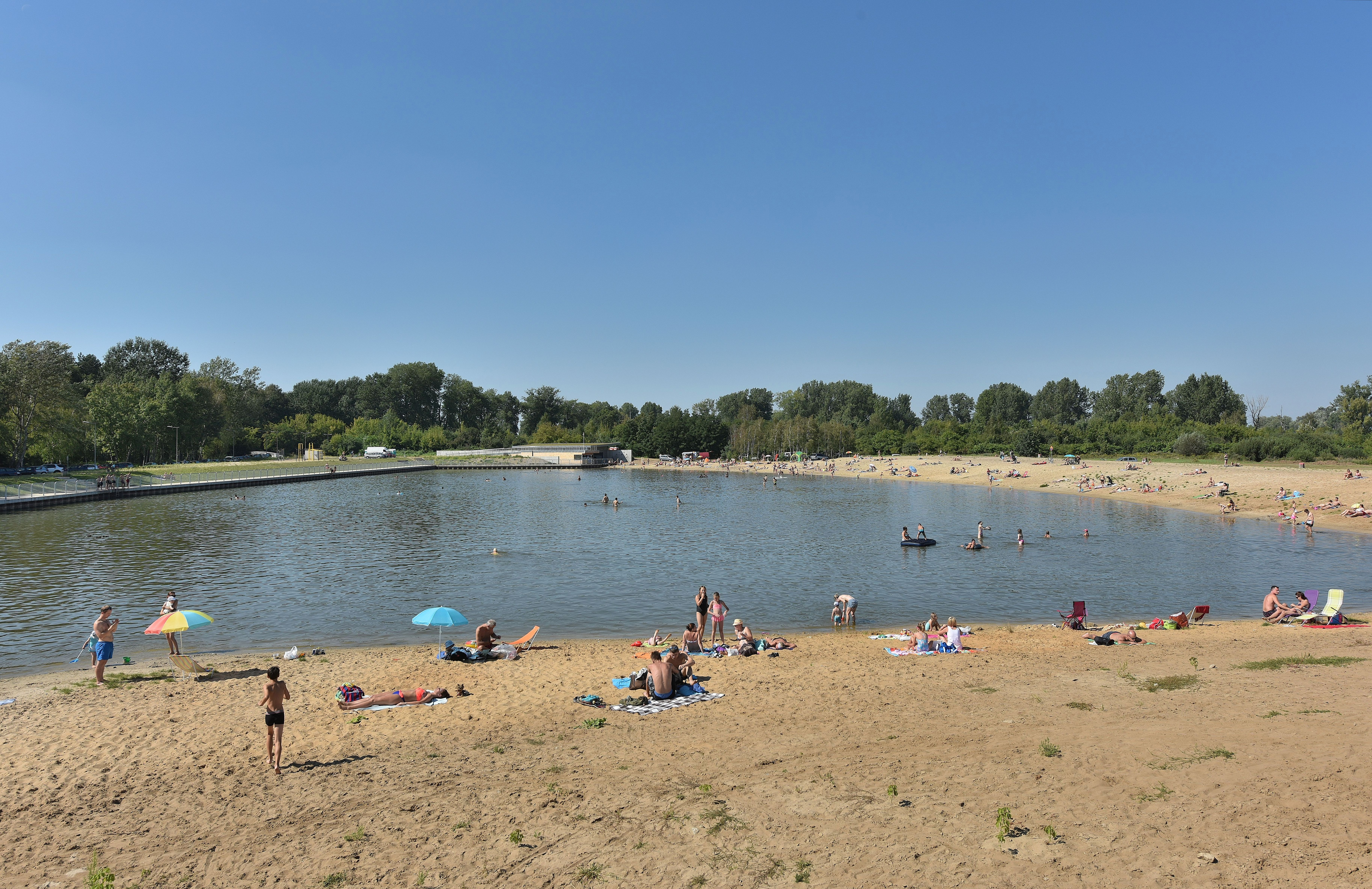
Plaża nad Zalewem Bardowskiego

Plaże w Warszawie – wyznaczone do plażowania tereny rekreacyjne w Warszawie.

## Opis
Tradycja organizacji miejsc do plażowania znana jest co najmniej z czasów dwudziestolecia międzywojennego. W okolicach Wału Miedzeszyńskiego funkcjonowały takie miejsca, jak np. Plaża Braci Kozłowskich czy też miejska plaża Poniatówka – obydwie z drewnianymi pawilonami z przebieralniami.
W 1963 po obu stronach Wisły znajdowało się 10 strzeżonych plaż, z czego płatne były 4.
Do urządzonych w XXI wieku warszawskich plaż należą:

### Prawy brzeg Wisły
- plaża na Białołęce w pobliżu mostu Marii Skłodowskiej-Curie[3];
- plaża Rusałka na wysokości klubu muzycznrgo La Playa i Ogrodu Zoologicznego[4]; przy plaży znajduje się Warszawska Przystań Wodna Aquatica;
- plaża Poniatówka przy moście Poniatowskiego (stąd nazwa), w pobliżu Stadionu Narodowego[4], połączona przeprawą promową z Wybrzeżem Kościuszkowskim[5]; bezpośrednio przy niej miasto wybudowało specjalny pawilon[6];
- plaża Saska w pobliżu mostu Łazienkowskiego, w miejscu plaży funkcjonującej w tym miejscu do lat 70.-80.[7], połączona przeprawą promową z Cyplem Czerniakowskim[5];
- plaża Romantyczna w pobliżu zbiegu ulic Romantycznej i Rychnowskiej w Wawrze[8].

### Lewy brzeg Wisły
- plaża na Żoliborzu w pobliżu Centrum Olimpijskiego[9];
- plaża przy płycie Desantu na wysokości płyty Desantu 3 Dywizji Piechoty[9];
- plaża na Zawadach, położona naprzeciwko wawerskiej plaży Romantycznej[10].

### Inne plaże
- plaża Wilanów u zbiegu al. Wilanowskiej i ul. Przyczółkowej[11], nie ma bezpośredniego związku z Wisłą, a do jej utworzenia sprowadzono piasek z Zatoki Gdańskiej[12][13];
- plaża nad Zalewem Bardowskiego na granicy Targówka i Ząbek[14];
- plaża nad Jeziorkiem Czerniakowskim (od strony ul. Jeziornej)[15].

W 2014 popularność plaż skłoniła władze miasta do uruchomienia specjalnej nocnej linii tramwajowej kursującej przez most Poniatowskiego.
Plaże nad Wisłą w Warszawie zostały zaliczone przez National Geographic do najpiękniejszych miejskich plaż świata. W 2016 brytyjski dziennik The Guardian umieścił je na liście 10 najlepszych plaż miejskich w Europie.